# Valanga
Valanga es un género de saltamontes de la  subfamilia Cyrtacanthacridinae, familia Acrididae. Este género se encuentra desde el subcontinente Indio y el sudeste asiático hasta la península de Corea por el norte y Oceanía hacia el este.

## Especies
Las siguientes especies pertenecen al género Valanga:
- Valanga cheesmanae Uvarov, 1932
- Valanga chloropus Sjöstedt, 1932
- Valanga coerulescens Willemse, 1953
- Valanga conspersa Uvarov, 1923
- Valanga excavata (Stål, 1861)
- Valanga fakfakensis Sjöstedt, 1932
- Valanga geniculata (Stål, 1877)
- Valanga gilbertensis Willemse, 1970
- Valanga gohieri (Le Guillou, 1841)
- Valanga ilocano Rehn & Rehn, 1941
- Valanga irregularis (Walker, 1870)
- Valanga isolata Willemse, 1955
- Valanga marquesana Uvarov, 1927
- Valanga meleager (Sjöstedt, 1921)
- Valanga modesta (Sjöstedt, 1921)
- Valanga nigricornis (Burmeister, 1838)
- Valanga nobilis Sjöstedt, 1930
- Valanga papuasica (Finot, 1907)
- Valanga pulchripes (Sjöstedt, 1921)
- Valanga rapana Uvarov, 1927
- Valanga renschi Ramme, 1941
- Valanga rouxi Willemse, 1923
- Valanga rubrispinarum Sjöstedt, 1936
- Valanga salomonica Sjöstedt, 1932
- Valanga sjostedti Uvarov, 1923
- Valanga soror Sjöstedt, 1936
- Valanga stercoraria (Holdhaus, 1909)
- Valanga tenimberensis Sjöstedt, 1930
- Valanga transiens (Walker, 1870)
- Valanga uvarovia Willemse, 1955
- Valanga willemsei Sjöstedt, 1932